# Evangeliums-Christen

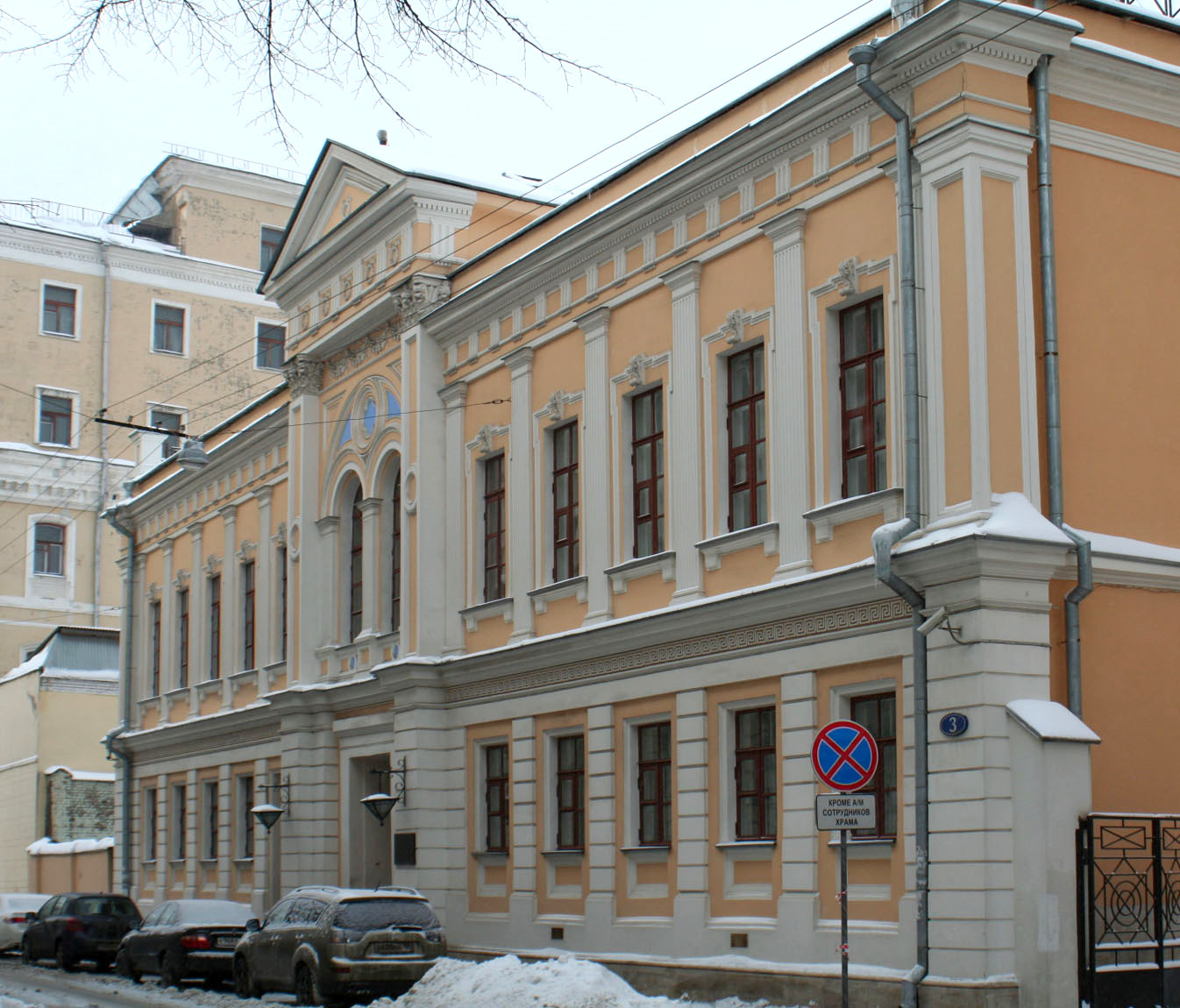
Gemeindehaus der Evangeliums-Christen in Moskau seit 1917

Die Evangeliums-Christen oder auch Evangeliumschristen sind eine zu Beginn des 20. Jahrhunderts aus dem russischen Stundismus entstandene evangelische Freikirche. In sowjetischer Zeit vereinigten sich Evangeliums-Christen, Baptisten und später auch Pfingstgemeinden und Mennoniten auf staatlichen Druck zu den Evangeliumschristen-Baptisten. 

## Geschichte
Bereits im 19. Jahrhundert bildeten sich in der Ukraine und in Russland unter pietistischen Einflüssen erste einheimische protestantische Gemeinden, die in ihrer Gesamtheit als Stundisten bezeichnet wurden. Auch deutsche Prediger wie der lutherische Theologe Eduard Wüst oder der Begründer des deutschen Baptismus Johann Gerhard Oncken waren in die Entstehung des Stundismus involviert. Im April 1884 trafen sich in Sankt Petersburg schließlich Vertreter mehrerer protestantischer Gruppierungen, um eine Zusammenarbeit zu diskutieren, was jedoch aufgrund von differierenden Positionen zu Taufe und Abendmahl scheiterte. Einen Monat später wurde in der mennonitischen Siedlung Molotschna in der Ukraine der baptistische Bund der Gemeinden gläubig getaufter Christen gegründet. Ein mennonitischer Gemeindebund war bereits 1883 gegründet worden. Die beiden Bünde hatten bis 1926 (Mennoniten) und 1935 (Baptisten) Bestand.
Die Arbeit evangelischer Gruppen im zaristischen Russland fand Ende des 19. Jahrhunderts meist am Rande der Illegalität statt. Erst mit dem als Reaktion auf die Revolution von 1905 von Zar Nikolaus II. eingeführten Russischen Toleranzedikt wurde eine offenere Arbeit möglich. Auf Initiative des russischen Ingenieurs Iwan Prochanow wurde im Dezember 1909 in Sankt Petersburg schließlich der Bund der Evangeliums-Christen gegründet. Prochanow, der bereits während seiner Flucht ins europäische Ausland 1895 Kontakte zu deutschen Baptisten und Mennoniten knüpfen und sich theologisch weiterbilden konnte, wurde Vorsitzender des neu gegründeten Bundes. Der Bund war in seinen ersten Jahren stark evangelistisch geprägt. Auf dem zweiten Kongress 1911 wurden die von Prochanow formulierten Glaubenstatuten angenommen. Die Evangeliums-Christen bekannten sich darin unter anderem zur Bekenntnistaufe, womit sie sich den Baptisten annäherten. In Folge wurden sie auch in den Baptistischen Weltbund aufgenommen. Im gleichen Jahr wurden jedoch die Freiheiten, die das Toleranzedikt von 1905 gegeben hatte, erstmals wieder eingeschränkt. Ein für 1912 geplanter Kongress konnte schon nicht mehr stattfinden. Die erst kurz vor dem Ersten Weltkrieg in Sankt Petersburg gegründete Bibelschule der Evangeliums-Christen wurde bereits 1914 wieder geschlossen, Publikationen verboten und viele evangelische Christen verhaftet und deportiert. Erst 1917 konnte der Bund der Evangeliums-Christen wieder offen arbeiten. Im Mai 1917 fand in Petrograd erstmals wieder ein Bundeskongress statt. Zugleich begannen auch Verhandlungen über einen eventuellen Zusammenschluss mit den russischen Baptisten, die jedoch am Konflikt über die Ordination von Predigern scheiterten. 1923 überschatteten Konflikte mit den kommunistischen Machthabern über die Teilnahme am Militärdienst und innere Konflikte den Bund. Trotzdem konnten noch zahlreiche Missionsprojekte innerhalb wie außerhalb der Sowjetunion initiiert werden. Die Zahl der Evangeliumschristen wie auch der Baptisten in der Sowjetunion wuchs in den Jahren von 1917 bis 1928 von 150.000 auf 500.000.

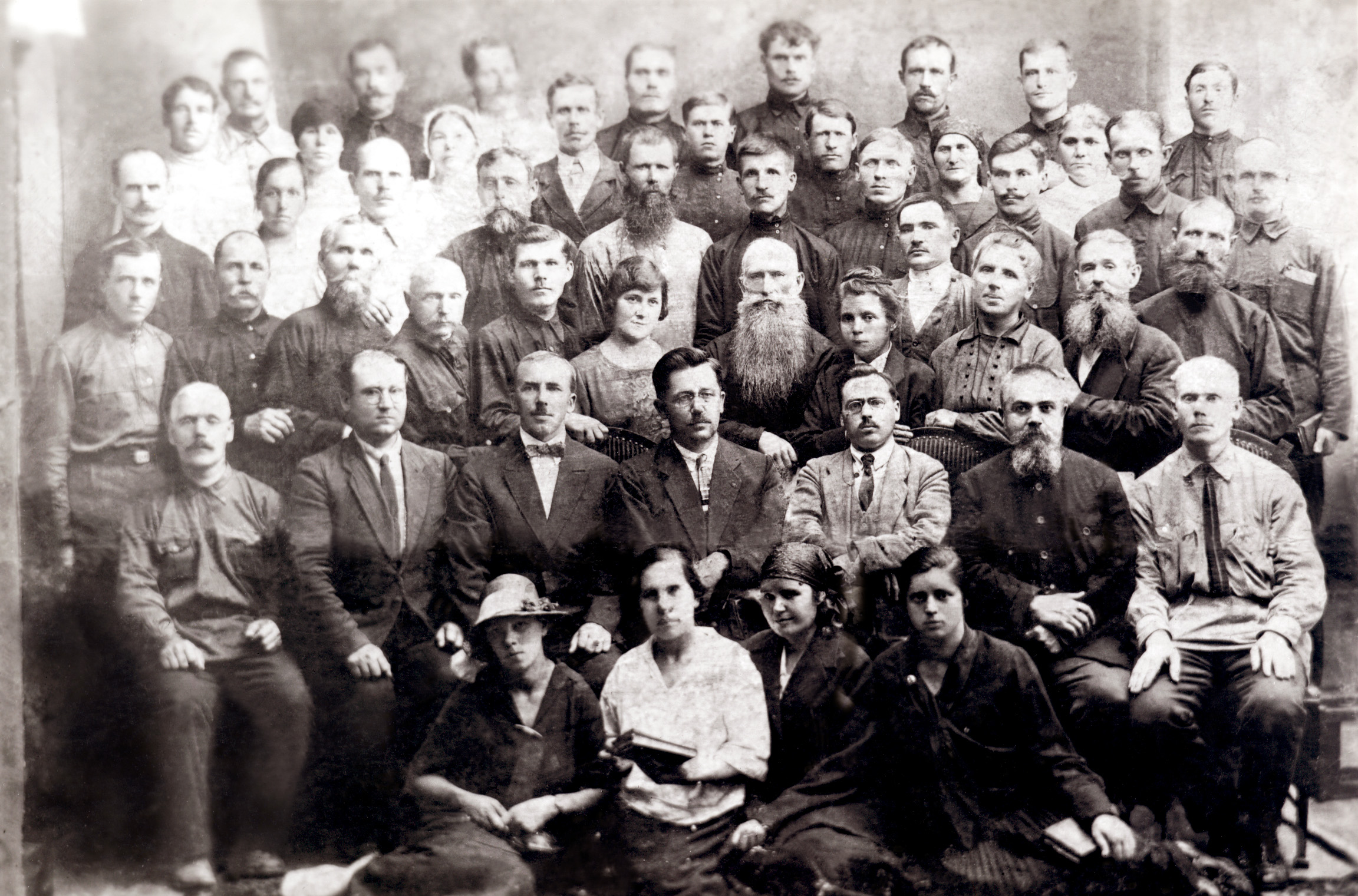
Der fünfte fernöstliche Kongress der Evangeliums-Christen 1926 in Wladiwostok

Der letzte Bundeskongress fand mit über 500 Vertretern im November 1928 in Leningrad statt. Ab April 1929 wurde die Arbeit des Bundes von sowjetischer Seite zunehmend behindert. In den folgenden Jahren brach die Arbeit im Bund schließlich vollkommen zusammen. Die bis dato bestehenden Gemeindestrukturen wurden völlig zerstört. Viele Evangeliums-Christen wurden verhaftet oder deportiert.
Mit dem Großen Vaterländischen Krieg 1941 bahnte sich eine Änderung der staatlichen Kirchenpolitik an. Unter staatlichem Druck vereinigten sich im Oktober 1944 in Moskau Evangeliums-Christen und Baptisten zum Bund der Evangeliumschristen und Baptisten (EChB) mit Sitz in Moskau. Ein Jahr später stießen auch Teile der russischen Pfingstbewegung hinzu und der Bund änderte seinen Namen in Allunionsrat der Evangeliumschristen-Baptisten (AUR der EChB). Mit dem Zusammenschluss mit den Mennoniten ab 1963 wurde die neue Kirche zeitweise auch als Allunionsrat der Evangeliumschristen-Baptisten und Mennoniten bezeichnet.